# Jordan Peele

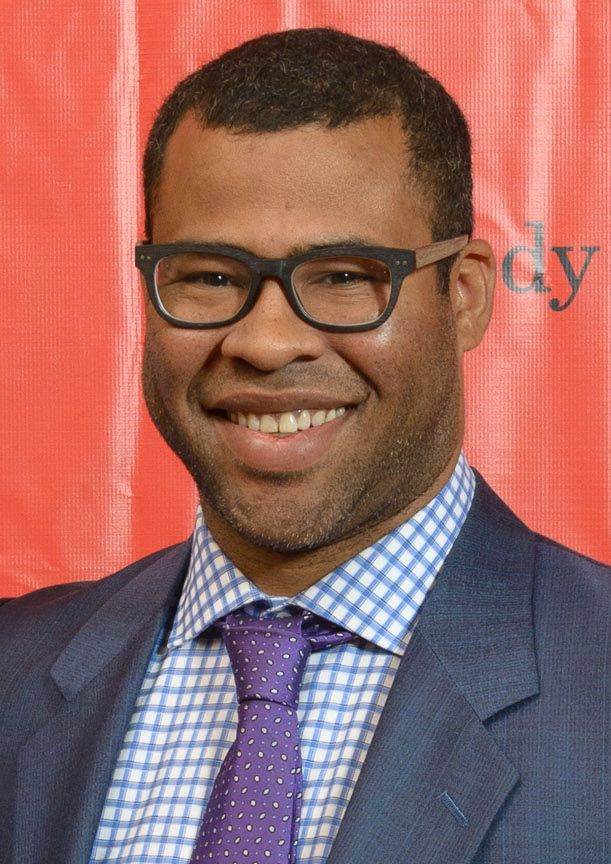
Jordan Peele (2014)

Jordan Haworth Peele (* 21. Februar 1979 in New York City) ist ein US-amerikanischer Filmschauspieler, Comedian, Regisseur und Drehbuchautor. Sein Regiedebüt Get Out wurde im Rahmen der Oscarverleihung 2018 in vier Kategorien nominiert. Peele selbst wurde für die beste Regie nominiert und für das beste Originaldrehbuch ausgezeichnet.

## Privates
Jordan Peele wurde 1979 in New York City geboren. Im März 1994 war Peele als Jugendlicher in dem ABC-News-Special President Clinton Answering Children's Questions zu sehen, in dem der damalige US-Präsident Bill Clinton die Fragen von Kindern beantwortete. Die Frage, die Peele ihm in der Sendung stellte, bezog sich auf die Möglichkeit der staatlichen Unterstützung für alleinerziehende Frauen, wenn der Vater sich weigert, für die Kinderbetreuung aufzukommen, was seine eigene familiäre Situation widerspiegelte. Peeles Mutter ist weiß, und sein Vater ist schwarz, ein Umstand, auf den Peele in einer Reihe seiner Sketche hinwies.
Peele ist seit 2013 mit der Schauspielerin und Stand-up-Comedian Chelsea Peretti liiert. Nach der Verlobung im November 2015 heirateten sie am 26. April 2016. Im Juli 2017 wurde ein gemeinsamer Sohn geboren.

## Karriere
Peele besuchte erst eine Computerschule, später ging er auf die Calhoun School in New York, wo er 1997 seinen High-School-Abschluss machte, und besuchte danach das Sarah Lawrence College im Westchester County, wo er 2001 seinen Abschluss erwarb.
Sein Debüt als Drehbuchautor und Schauspieler gab Peele 2003 in der Fernsehserie MADtv . Er ist Mitglied der Improvisationstheater- und Comedy-Gruppe Boom Chicago, spielte 2008 in der Miniserie Obama den damaligen US-Präsidenten Barack Obama, und in der Webvideoserie Epic Rap Battles of History spielte er Martin Luther King und Muhammad Ali.
Gemeinsam mit Keegan-Michael Key bildet Peele das Comedy-Duo Key & Peele, das von 2012 bis 2015 in der gleichnamigen Fernsehserie auf Comedy Central zu sehen war. Das Duo befand sich im Jahr 2014 auf der vom Time Magazine herausgegebenen Liste der 100 einflussreichsten Menschen der Welt.
Peeles Regiedebüt Get Out, ein Horror-Thriller, den er im Januar 2017 im Rahmen des Sundance Film Festivals vorstellte, erhielt von den Kritikern überdurchschnittlich gute Kritiken. Peele schrieb auch das Drehbuch zum Film. John DeFore von The Hollywood Reporter meint, der Film beweise, dass Peele viele Karrieremöglichkeiten habe, wenn er es leid sein sollte, in Komödien vor der Kamera zu stehen. Durch Get Out wurde Peele zum ersten afroamerikanischen Regisseur und Drehbuchautor, der bereits mit seinem Debütfilm ein Einspielergebnis von mehr als 100 Millionen US-Dollar erreichen konnte und damit in den USA Filmgeschichte schrieb. Der Film wurde im Rahmen der Oscarverleihung 2018 für das beste Originaldrehbuch ausgezeichnet (Peele war damit der erste Afroamerikaner, der in dieser Kategorie gewann) und in vier Kategorien nominiert. Peele selbst wurde für die beste Regie nominiert. Damit war Peele nach Warren Beatty und James L. Brooks die dritte Person, die für einen Debütfilm in den Kategorien „Bester Film“, „Beste Regie“ und „Bestes Originaldrehbuch“ nominiert wurde.
Im Mai 2017 wurde bekannt, dass sich Peeles Produktionsfirma Monkeypaw, J. J. Abrams’ Bad Robot und Warner Bros. Television für HBO einer Serienadaption von Matt Ruffs Horrorroman Lovecraft Country annehmen werden.
Im Film Captain Underpants, der im Juni 2017 in die US-amerikanischen Kinos kam, spricht Peele eine der Hauptfiguren mit dem Namen Melvin Sneedly.
Ende Juni 2017 wurde Peele ein Mitglied der Academy of Motion Picture Arts and Sciences. Mit den Spielfilmen Wir (2019) und Nope (2022) zeichnete Peele erneut als Regisseur, Drehbuchautor und Filmproduzent verantwortlich. In beiden Werken verpflichtete er erneut afroamerikanische Schauspieler für die Hauptrollen. Im Jahr 2019 erklärte er, dass er sich nicht vorstellen könne, einen Weißen als Hauptdarsteller für seine Filme zu casten. Dies begründete er damit, dass er das Glück habe, in einer Position zu sein, in der er die Möglichkeit hat, Schwarze auf die Leinwand zu bringen.
Für Henry Selicks Animationsfilm Wendell & Wild (2022) liehen Peele und Keegan-Michael Key den Titelfiguren ihre Stimmen. Peele war auch am Drehbuch und der Produktion beteiligt.
2024 sorgte er dafür, dass das Regiedebüt Monkey Man von Dev Patel von Netflix an Universal Pictures verkauft wurde und ins Kino kam.

## Filmografie (Auswahl)
- 2008: Obama (Miniserie)
- 2008: Chocolate News (Fernsehserie, 7 Folgen)
- 2010: Meine Frau, unsere Kinder und ich (Little Fockers)
- 2012: Wanderlust – Der Trip ihres Lebens (Wanderlust)
- 2013: Modern Family (Fernsehserie, 1 Folge)
- 2012–2015: Key & Peele (Fernsehserie, 54 Folgen)
- 2014: Fargo (Fernsehserie, 4 Episoden)
- 2014–2016: Bob’s Burgers (Fernsehserie, 8 Folgen, Stimme)
- 2016: Keanu
- 2016: Störche – Abenteuer im Anflug (Storks, Stimme)
- 2017: Get Out (Regie und Drehbuch)
- 2017: Captain Underpants: Der supertolle erste Film (Captain Underpants: The First Epic Movie, Stimme)
- 2017–2025: Big Mouth (Fernsehserie, Sprechrolle)
- 2018–2021: The Last O.G. (Fernsehserie, Idee)
- 2018: BlacKkKlansman (Produktion)
- 2019: Wir (Us, Regie, Drehbuch und Produktion)
- 2019–2020: The Twilight Zone (Fernsehserie)
- 2020: Lovecraft Country (Fernsehserie, Drehbuch und Produktion)
- 2021: Candyman (Drehbuch und Produktion)
- 2022: Nope (Regie, Drehbuch und Produktion)
- 2022: Wendell & Wild (Animationsfilm, Drehbuch und Sprechrolle)
- 2024: Monkey Man (Produktion)

## Auszeichnungen (Auswahl)
African-American Film Critics Association Award
- 2018: Auszeichnung für die Beste Regie (Get Out)
- 2018: Auszeichnung für den Besten Film (Get Out)[16]
- 2019: Auszeichnung für die Beste Regie (Wir)[17]

Black Reel Award
- 2018: Nominierung als Bester Film (Get Out)
- 2018: Nominierung für die Beste Regie (Get Out)
- 2018: Nominierung für das Beste Drehbuch (Get Out)
- 2018: Nominierung als Bester Nachwuchsregisseur (Get Out)[18]
- 2020: Nominierung als Bester Film (Wir)
- 2020: Nominierung für die Beste Regie (Wir)
- 2020: Nominierung für das Beste Drehbuch (Wir)[19]

British Academy Film Award
- 2018: Nominierung für das Beste Originaldrehbuch (Get Out)

CinemaCon Big Screen Achievement Award
- 2017: Auszeichnung als Regisseur des Jahres (Get Out)[20]

Critics’ Choice Movie Award
- 2018: Nominierung für die Beste Regie (Get Out)
- 2018: Auszeichnung für das Beste Drehbuch (Get Out)[21]

Directors Guild of America Award
- 2018: Nominierung für die Beste Spielfilmregie (Get Out)
- 2018: Auszeichnung für die Beste Debütregie (Get Out)[22][23]

Gotham Award
- 2017: Auszeichnung mit dem Bingham-Ray-Award als Bester Nachwuchsregisseur (Get Out)
- 2017: Auszeichnung für das Beste Drehbuch (Get Out)[24]

Independent Spirit Award
- 2018: Auszeichnung für den Besten Film (Get Out)
- 2018: Auszeichnung für die Beste Regie (Get Out)
- 2018: Nominierung für das Beste Drehbuch (Get Out)[25][26]

London Critics' Circle Film Award
- 2018: Nominierung als Drehbuchautor des Jahres (Get Out)[27]

Los Angeles Film Critics Association Award
- 2017: Auszeichnung für das Beste Drehbuch (Get Out)[28]

NAACP Image Award
- 2018: Auszeichnung für das Beste Drehbuch (Get Out)
- 2018: Auszeichnung für die Beste Regie (Get Out)[29]

National Society of Film Critics Award
- 2018: Runner-up in der Kategorie Beste Regie (Get Out)
- 2018: Runner-up in der Kategorie Beste Drehbuch (Get Out)[30]

New York Film Critics Circle Awards
- 2017: Auszeichnung als Bestes Erstlingswerk (Get Out)

Oscar
- 2018: Nominierung als Bester Film (Get Out)
- 2018: Auszeichnung für das Beste Originaldrehbuch (Get Out)
- 2018: Nominierung für die Beste Regie (Get Out)
- 2019: Nominierung als Bester Film (BlacKkKlansman, mit Sean McKittrick, Jason Blum, Raymond Mansfield und Spike Lee)

Primetime Emmy Award
- 2016: Auszeichnung als Outstanding Variety Sketch Series (Key & Peele)
- 2016: Nominierung für Outstanding Writing for a Variety Series (Key & Peele)

Producers Guild of America Award
- 2019: Nominierung als Bester Film (BlacKkKlansman)[31]

Satellite Award
- 2017: Auszeichnung für die Beste Regie (Get Out)
- 2017: Nominierung für das Beste Originaldrehbuch (Get Out)[32]

Saturn Award
- 2018: Nominierung für die Beste Regie (Get Out)
- 2018: Nominierung für das Beste Drehbuch (Get Out)[33]
- 2019: Auszeichnung für die Beste Regie (Wir)
- 2019: Nominierung für das Beste Drehbuch (Wir)
- 2022: Nominierung für die Beste Regie (Nope)
- 2022: Nominierung für das Beste Drehbuch (Nope)

Writers Guild of America Award
- 2018: Auszeichnung für das Beste Originaldrehbuch  (Get Out)[34]
- 2023: Nominierung für das Beste Originaldrehbuch (Nope)[35]